# ユーリー・コフトゥン
ユーリー・ミハイロヴィチ・コフトゥン（ロシア語: Ю́рий Миха́йлович Ко́втун、1970年1月5日- ）は、ロシア・アゾフ出身の元サッカー選手。ポジションはDF。

## 来歴

### クラブ
1970年、ロストフ州のアゾフで生まれた。1988年、ソビエト2部リーグ(実質3部)に所属していた、マイナークラブのFCルチ・アゾフにてキャリアをスタートさせた。
1989年、ソビエト1部リーグ(実質2部)のFC SKAロストフ・ナ・ドヌに移籍。
1991年にロスツェルマシュに移籍し1992年シーズンのクラブ8位に貢献。これらの事で強豪のFCスパルタク・モスクワとFCディナモ・モスクワから関心を引き、1993年にFCディナモ・モスクワへ移籍をした。ディナモではキープレイヤーとして活躍。
1999年にはスパルタク・モスクワへ移籍をした。スパルタクではディナモ時代と変わらずレギュラーとして出場し、リーグ戦優勝に貢献をした。
2005年、35歳になったコフトゥンは衰え故にトップチームに残ることが出来なくなり、シーズンの大部分はリザーブチームのためにプレーをした。
2006年、長年在籍をしたスパルタクを離れ、ファーストディビジョンに所属していたFCアラニア・ウラジカフカスへ移籍をし、2007年に現役を引退。引退後は、セカンドディビジョン (3部) のFC MVBロッシ・モスクワの監督に就任。就任中には、クラブの2部昇格を成し遂げた。2010年FCサリュート・ベルゴロドのアシスタント・コーチに就任をした。

### 代表
1994年3月23日、アイルランド代表との試合でA代表デビューを果たした。1998年10月14日に行われたUEFA EURO 2000予選のアイスランド戦では、ペナルティエリアに入ってきたボールを弾き出そうとヘディングをしたが、クリアミスをしてオウンゴールを献上した。試合は1-0で敗れ、貴重な勝ち点を失った。2002 FIFAワールドカップ・ヨーロッパ予選のユーゴスラビア戦では見事なダイレクトシュートを決めた。ロシア代表では1994年から2003年までの間に50試合に出場し2得点を挙げた。

## 人物
コフトゥンは警告や退場が多い選手として知られている。ロシア・プレミアリーグでは、97枚のイエローカードに10枚のレッドカードを提示された。リーグ戦、カップ戦、UEFAが主催する大会、ロシア代表を合算すると、141枚のイエローカードに14枚のレッドカードを受けた。

## 所属クラブ
- FCルチ・アゾフ 1988
- FC SKAロストフ・ナ・ドヌ 1989-1990
- ロスツェルマシュ 1991
- ロスツェルマシュ 1992-1993
- FCディナモ・モスクワ 1993-1998
- FCスパルタク・モスクワ 1999-2005
- FCアラニア・ウラジカフカス 2006-2007

## 代表歴

### 出場大会
- ロシア代表
  - 2002 FIFAワールドカップ

### 試合数
- 国際Aマッチ 50試合 3得点（1994年-2003年）[3]

| ロシア代表 | 国際Aマッチ | 国際Aマッチ |
| 年         | 出場        | 得点        |
| ---------- | ----------- | ----------- |
| 1994       | 1           | 0           |
| 1995       | 9           | 1           |
| 1996       | 8           | 1           |
| 1997       | 6           | 0           |
| 1998       | 7           | 0           |
| 1999       | 0           | 0           |
| 2000       | 0           | 0           |
| 2001       | 10          | 1           |
| 2002       | 7           | 0           |
| 2003       | 2           | 0           |
| 通算       | 50          | 3           |

## タイトル
クラブ
FCディナモ・モスクワ
- ロシア・カップ：1 (1995)

FCスパルタク・モスクワ
- ロシア・プレミアリーグ：3 (1999, 2000, 2001)
- ロシア・カップ：1 (2003)